# Romeinse Curie

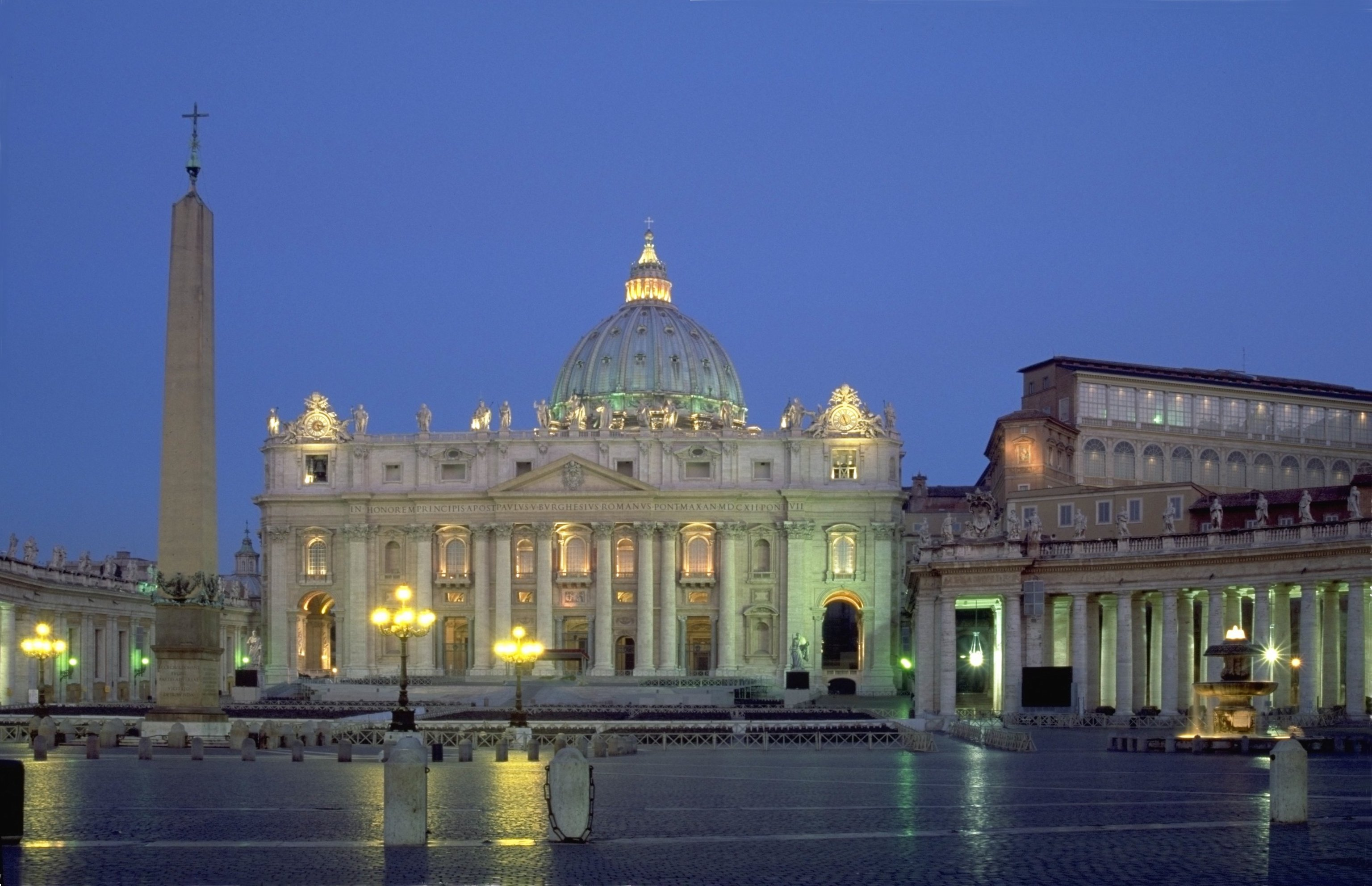
De Sint-Pietersbasiliek bij avond

De Romeinse Curie (Latijn: Curia Romana) is het bestuursapparaat van de paus en wordt gevormd door de organen van de Heilige Stoel die de paus bijstaan in het vervullen van zijn taken als hoofd van de Rooms-Katholieke Kerk.
Het woord curie is afgeleid van het Latijnse curia, dat verwijst naar de plaats waar in de klassieke oudheid de Romeinse senaat vergaderde. Later werd de term gebruikt om het paleis van de vorst aan te duiden en stilaan ook voor het ‘vorstelijke huis’, de hofhouding die de vorst bijstond in zijn bestuurstaak.
De term curie wordt ook wel gebruikt voor de bestuursorganen van een bisdom. In dat geval gaat het om een diocesane curie.

## Geschiedenis
In de middeleeuwen was er een strijd tussen de macht van de concilies (conciliarisme) en de hofhouding van de paus: de curie.  Een belangrijke ontwikkeling in deze machtsverhoudingen vond plaats in 1059, toen paus Nicolaas II de kardinalen het exclusieve recht gaf om de paus te verkiezen, wat de invloed van de curie aanzienlijk versterkte.
Hoewel paus Martinus V (1417-1431) door het Concilie van Konstanz (1414-1418) werd gekozen om uit de strijd tussen drie pausen te geraken, nam hij geen enkele bevoegdheid aan uit handen van de curie. Ook zijn opvolger paus Eugenius IV (1431-1447) ontbond ijlings het Concilie van Bazel (in 1433) toen dat te veel weerstand bood. In 1588 begon paus Sixtus V de curie te herstructureren door de consistories (vergaderingen van kardinalen) om te vormen tot congregaties, elk met specifieke bevoegdheden.
In 1870, na de dogmatisering van de pauselijke onfeilbaarheid tijdens het Eerste Vaticaans Concilie, werd de autoriteit en het bereik van de curie verder vergroot om de paus te ondersteunen in zijn bestuur over de kerk.
Met het Motu proprio Integrae servandae van 7 december 1965 gaf paus Paulus VI nieuwe statuten aan het Heilig Officie, dat sindsdien Congregatie voor de Geloofsleer heette. De apostolische constitutie Regimini Ecclesiae Universae van deze paus van 15 augustus 1967 bevatte een algehele reorganisatie van de curie en wordt gezien als de grondwet van de Heilige Stoel. Het aantal congregaties werd beperkt tot maximaal tien en vele veranderden van naam. Er kwamen raden en secretariaten bij en ook de bevoegdheid van het staatssecretariaat werd ingrijpend gewijzigd.
Met de apostolische constitutie Pastor Bonus van 28 juni 1988 voerde paus Johannes Paulus II een nieuwe hervorming van de curie door, die tegemoetkwam aan de nieuwe noden van een sterk geïnternationaliseerde Kerk. De apostolische constitutie Episcopalis Communio werd in 2018 uitgevaardigd door paus Franciscus. Deze constitutie versterkte de rol van de bisschoppensynode.
Paus Franciscus kondigde op 5 juni 2022 een nieuwe apostolische constitutie af, Praedicate Evangelium. Alle congregaties en pauselijke raden werden opgeheven; hun taakgebieden werden opgenomen in de nieuw ingestelde dicasterieën. De leiding daarvan werd opengesteld voor leken, en daarmee voor vrouwen.
Onder het bewind van paus Franciscus nam het aantal vrouwen toe dat een bestuurlijke functie in de Curie bekleedt. In 2023 was een kwart van de medewerkers van de Curie vrouw. Op 6 januari 2025 benoemde Franciscus voor het eerst een vrouw aan het hoofd van een departement en daarmee tot lid van de Curie: zuster Simona Brambilla.

## Samenstelling van de Romeinse Curie
De Romeinse Curie bestaat uit de volgende organen en instellingen. Het staatssecretariaat staat aan het hoofd.
| Staatssecretariaat | Staatssecretariaat                                                  | Secretaris       |
| ------------------ | ------------------------------------------------------------------- | ---------------- |
| Staatssecretariaat | Staatssecretariaat                                                  | Pietro Parolin   |
|                    | 1e afdeling: Algemene Zaken                                         | Edgar Peña Parra |
|                    | 2e afdeling: Betrekkingen met Staten en Internationale Organisaties | Paul Gallagher   |
|                    | 3e afdeling: Diplomatieke Staf van de Heilige Stoel                 | Luciano Russo    |

| Dicasterieën                  | Dicasterieën                                                         | Prefect            |
| ----------------------------- | -------------------------------------------------------------------- | ------------------ |
| Dicasterie voor Evangelisatie | Dicasterie voor Evangelisatie                                        | paus Leo XIV       |
|                               | 1e afdeling: Fundamentele Kwesties van de Evangelisatie in de Wereld | Rino Fisichella    |
|                               | 2e afdeling: Eerste Evangelisatie en de Nieuwe Particuliere Kerken   | Luis Antonio Tagle |

| Dicasterie voor de Geloofsleer | Víctor Manuel Fernández      |
| Dicasterie voor de Dienst van Naastenliefde                                                                                       | Konrad Krajewski             |
| Dicasterie voor de Oosterse Kerken                                                                                                | Claudio Gugerotti            |
| Dicasterie voor de Goddelijke Eredienst en de Regeling van de Sacramenten                                                         | Arthur Roche                 |
| Dicasterie voor de Heiligverklaringen                                                                                             | Marcello Semeraro            |
| Dicasterie voor de Bisschoppen | vacant                       |
| Dicasterie voor de Clerus | Lazarus You Heung-sik        |
| Dicasterie voor Instituten van Gewijd Leven en voor Gemeenschappen van Apostolisch Leven                                          | Simona Brambilla I.S.M.C.    |
| Dicasterie voor de Leken, het Gezin en het Leven                                                                                  | Kevin Farrell                |
| Dicasterie voor Bevordering van de Eenheid van de Christenen                                                                      | Kurt Koch                    |
| Dicasterie voor de Interreligieuze Dialoog                                                                                        | George Koovakad              |
| Dicasterie voor Cultuur en Onderwijs                                                                                              | José Tolentino de Mendonça   |
| Dicasterie voor de Bevordering van de Integrale Menselijke Ontwikkeling                                                           | Michael Czerny S.J.          |
| Dicasterie voor de Wetteksten | Filippo Iannone O.Carm       |
| Dicasterie voor de Communicatie                                                                                                   | Paolo Ruffini                |
| Juridische Instellingen | Prefect                      |
| Apostolische Penitentiarie | Angelo De Donatis            |
| Hoogste Rechtbank van de Apostolische Signatuur                                                                                   | Dominique Mamberti           |
| Tribunaal van de Rota Romana | Alejandro Arellano Cedillo   |
| Economische Instellingen | Prefect                      |
| Raad voor de Economie | Reinhard Marx                |
| Secretariaat voor de Economie | Maximino Caballero Ledo      |
| Administratie van het Patrimonium van de Heilige Stoel                                                                            | Giordano Piccinotti S.D.B.   |
| Bureau van de auditeur-generaal                                                                                                   | Alessandro Cassinis Righini  |
| Commissie voor Gereserveerde Zaken                                                                                                |                              |
| Investeringscomité |                              |
| Bureaus | Voorzitter                   |
| Prefectuur voor het pauselijke Huishouden                                                                                         | vacant                       |
| Bureau voor de Liturgische Vieringen van de Paus                                                                                  | Diego Giovanni Ravelli       |
| Camerlengo van de Heilige Roomse Kerk                                                                                             | Kevin Farrell                |
| Pauselijke Commissies | Voorzitter                   |
| Pauselijke Bijbelcommissie | Víctor Manuel Fernández      |
| Internationale Theologische Commissie                                                                                             | Víctor Manuel Fernández      |
| Pauselijke Commissie voor de Bescherming van Minderjarigen                                                                        | Thibault Verny               |
| Pauselijke Commissie voor Latijns-Amerika                                                                                         | Robert Prevost OSA           |
| Pauselijke Genootschap voor de Priesterroepingen                                                                                  | Lazarus You Heung-sik        |
| Permanente Interdicasteriale Commissie voor de Vorming van de Heilige Wijding                                                     | Lazarus You Heung-sik        |
| Commissie voor de Religieuze Betrekkingen met het Jodendom                                                                        | Kurt Koch                    |
| Instituten | Voorzitter                   |
| Apostolisch Archief van het Vaticaan                                                                                              | Giovanni Pagazzi             |
| Apostolische Bibliotheek van het Vaticaan                                                                                         | Giovanni Pagazzi             |
| Kerkfabriek van Sint-Pieter | Mauro Gambetti               |
| Pauselijke Commissie voor Heilige Archeologie                                                                                     | Pasquale Iacobone            |
| Agentschap van de Heilige Stoel voor de Evaluatie en de Bevordering van de Kwaliteit van Kerkelijke Universiteiten en Faculteiten | Andrzej Stefan Wodka C.Ss.R. |
| Autoriteit voor Toezicht en Financiële Informatie                                                                                 | Carmelo Barbagallo           |
| Overige instelling verbonden met de Heilige Stoel                                                                                 | Voorzitter                   |
| Pauselijk Comité voor de Internationale Eucharistische Congressen                                                                 | Piero Marini                 |
| Pauselijk Comité voor de Geschiedwetenschappen                                                                                    | Bernard Ardura, O.Praem.     |
| Comité voor Religieuze Betrekkingen met Moslims                                                                                   | vacant                       |
| Zwitserse Garde | Christoph Graf               |
| Internationale Raad voor Catechese                                                                                                | Rino Fisichella              |
| Typografische dienst van het Vaticaan                                                                                             | Sergio Pellini S.D.B.        |
| L'Osservatore Romano | Andrea Monda                 |
| Libreria Editrice Vaticana | Giuseppe Costa S.D.B.        |
| Centro Televisivo Vaticano | Claudio Celli                |
| Vatican News |                              |
| Arbeidsbureau van de Heilige Stoel                                                                                                | Marco Sprizzi                |
| Peregrinatio ad Petri Sedem | Francesco Gioia              |
| Koor van de Sixtijnse kapel | Marcos Pavan                 |
| Persdienst van de Heilige Stoel                                                                                                   | Matteo Bruni                 |
| Bureau voor de statistiek | vacant                       |

## Academies en opleidingsinstituten
| Pauselijke Academie                                        | Voorzitter                        |
| ---------------------------------------------------------- | --------------------------------- |
| Pauselijke Romeinse Academie voor Archeologie              | Maurizio Sannibale                |
| Pauselijke Academie voor de Cultuur der Martelaren         | Raffaella Giuliani                |
| Pauselijke Academie voor Latijn                            | Mario De Nonno                    |
| Pauselijke Academie voor het Leven                         | Renzo Pegoraro                    |
| Pauselijke Academie van Maria                              | Stefano Cecchin O.F.M.            |
| Pauselijke Academie van Sint Thomas van Aquino             | Serge-Thomas Bonino O.P.          |
| Pauselijke Academie voor Sociale Wetenschappen             | Helen Alford O.P.                 |
| Pauselijke Theologische Academie                           | Antonio Staglianò                 |
| Pauselijke Academie voor de Wetenschappen                  | Joachim von Braun                 |
| Pauselijke universiteit in Rome                            | Rector Magnificus                 |
| Pauselijke Universiteit Gregoriana                         | Mark Andrew Lewis S.J.            |
| Pauselijke Lateraanse Universiteit                         | Alfonso V. Amarante C.Ss.R.       |
| Pauselijke Salesiaanse Universiteit                        | Andrea Bozzolo S.D.B.             |
| Pauselijke Universiteit Sint Thomas van Aquino (Angelicum) | Thomas Joseph White O.P           |
| Pauselijke Urbaniana Universiteit                          | Vincenzo Buonomo                  |
| Pauselijke Antonianum Universiteit                         | Agustín Hernández Vidales, O.F.M. |
| Pauselijke Universiteit van het Heilig Kruis               | Luis Felipe Navarro Marfá         |
| Kerkelijk opleidingsinstituut                              | Voorzitter                        |
| Pauselijke Ecclesiastische Academie                        | Salvatore Pennacchio              |

## Overige instellingen
| Instelling verbonden met de Staat Vaticaanstad            | President                   |
| --------------------------------------------------------- | --------------------------- |
| Pauselijke Commissie voor de Staat Vaticaanstad           | Raffaella Petrini F.S.E.    |
| Hooggerechtshof van de Staat Vaticaanstad                 | Kevin Farrell               |
| Hof van beroep van de Staat Vaticaanstad                  | Alejandro Arellano Cedillo  |
| Tribunaal van de Staat Vaticaanstad                       | Venerando Marano            |
| Rechter van de Staat Vaticaanstad                         | Paolo Papanti-Pelletier     |
| Gendarmerie van de Staat Vaticaanstad                     | Gianluca Gauzzi Broccoletti |
| Kanoniek orgaan                                           | Voorzitter                  |
| College van Kardinalen                                    | Giovanni Battista Re        |
| Raad van Kardinalen                                       | vacant                      |
| Bisschoppensynode                                         | Mario Grech                 |
| Pauselijke vertegenwoordiging voor de aartsbasilieken     | Aartspriester               |
| Pauselijke Aartsbasiliek van Sint-Pieter                  | Mauro Gambetti              |
| Pauselijke Aartsbasiliek van Sint-Jan van Lateranen       | Baldassare Reina            |
| Pauselijke Aartsbasiliek van Sint-Paulus buiten de Muren  | James Michael Harvey        |
| Pauselijke Aartsbasiliek van de Heilige Maria de Meerdere | Rolandas Makrickas          |
| Financiële instelling                                     | Voorzitter                  |
| Instituut voor Religieuze Werken                          | Jean-Baptiste de Franssu    |